# 1697 en science
| Années de la science : 1694 - 1695 - 1696 - 1697 - 1698 - 1699 - 1700    |
| Décennies de la science : 1660 - 1670 - 1680 - 1690 - 1700 - 1710 - 1720 |

Cet article présente les faits marquants de l'année 1697 en science.

## Événements
- 23 septembre : Fontenelle prend ses fonctions de Secrétaire perpétuel de l'Académie des sciences de Paris à la suite de Jean-Baptiste Du Hamel[1].

## Publications

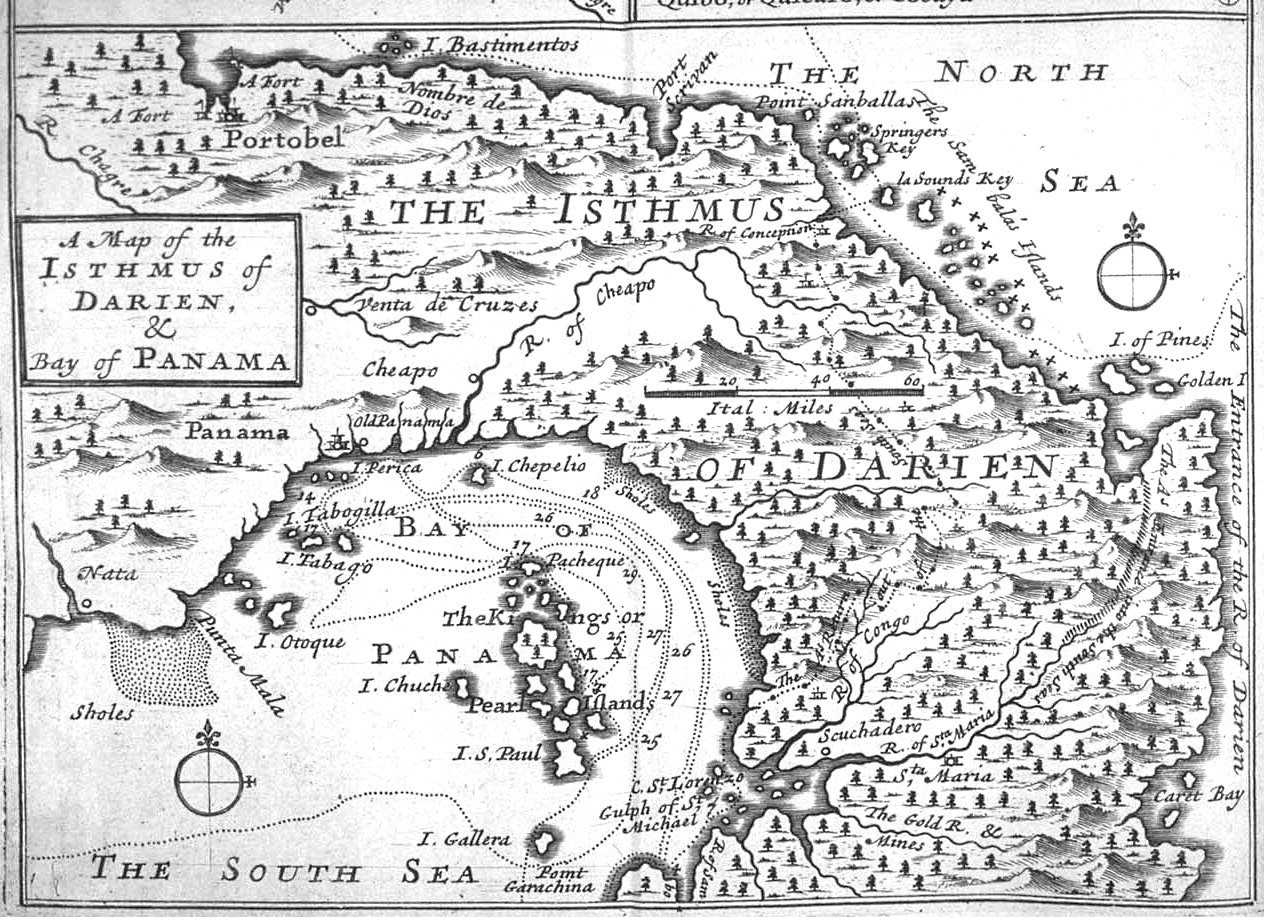
Carte de l'isthme de Panama tirée du Nouveau Voyage autour du Monde.

- William Dampier : New Voyage Round The World (Nouveau Voyage autour du Monde), Londres.
- Domenico Guglielmini, intendant des Eaux de Venise : Della natura dei fiumi, le premier traité de morphologie des rivières.

## Naissances
- Dominique-François Rivard (mort en 1778), mathématicien et philosophe lorrain, puis français.

## Décès

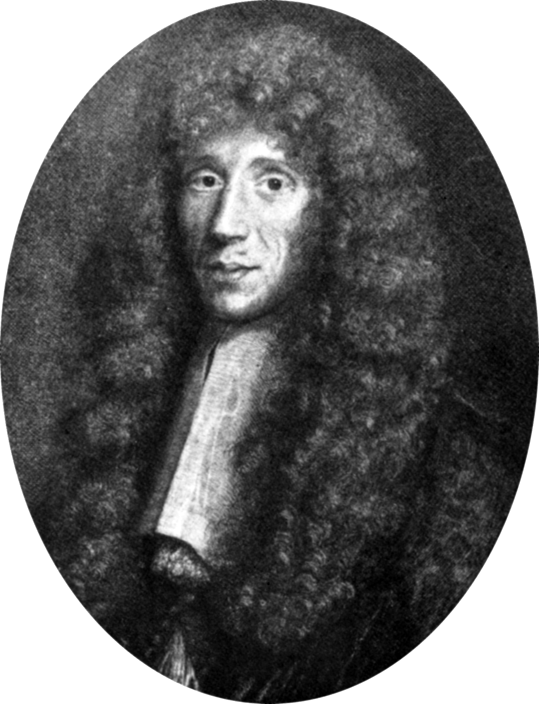
Francesco Redi

- 26 janvier : Georg Mohr (né en 1640), mathématicien danois. Il établit que l'usage de la règle était superflu en géométrie d'Euclide.
- 11 mars : Francesco Redi (né en 1626), médecin, biologiste et poète italien.
- 11 octobre : Stefano degli Angeli (né en 1623), mathématicien italien.